# 101 Hudson Street
Le 101 Hudson Street est un gratte-ciel de 167 mètres de hauteur construit à Jersey City dans l'état du New Jersey dans la banlieue de New York, aux États-Unis en 1992. Il abrite des bureaux sur une surface de plancher de 116 125 m2.
À son achèvement en 1992 c'était le plus haut immeuble de Jersey City et de l'état du New Jersey.
Il a été dépassé en 2004 par le 30 Hudson Street. C'est donc en 2014 le deuxième plus haut gratte-ciel de Jersey City et de l'état du New Jersey.
L'architecte est l'agence BBGM
L'immeuble a gagné le "Architectural Precast Association Award" pour l'année 1993 pour l'excellence de son design ainsi qu'une récompense de l'association américaine BOMA.
Le hall d'entrée est fait de marbre et de granite.
La façade incorpore du granite, du métal, et des panneaux de béton précontraints.